# Ángel Luis Pérez
Ángel Luis Pérez Pérez (Avilés, Asturias, España, 21 de febrero de 1981) fue un futbolista español que jugaba como defensa.

## Trayectoria
Formado en las categorías inferiores del Real Avilés Industrial C. F. y del Real Oviedo, debutó con el equipo ovetense en Segunda División en la temporada 2001/02, en la que jugó un total de treinta y cinco partidos. En el mercado de invierno de la campaña 2002/03 fue cedido al R. C. D. Mallorca, equipo con el que llegó a jugar un partido en la Primera División el 5 de enero de 2003 frente al Sevilla F. C. y otro de la Copa del Rey contra el Real Valladolid C. F. el 8 de enero. El 28 de junio se proclamó campeón de la Copa con el Mallorca, aunque no llegó a disputar ningún minuto en la final ante el R. C. Recreativo de Huelva, en la que el equipo balear venció por 0-3.
En el mes de agosto de 2003 recaló en las filas del Córdoba C. F., donde permaneció dos temporadas hasta que fichó por el C. D. Numancia de Soria. Su siguiente destino fue el C. F. Palencia, de la Segunda División B, equipo en el que jugó la campaña 2006/07. Tras una temporada con la U. D. Almería "B" en Tercera División, en el verano de 2008 firmó un contrato con el Club Marino de Luanco. A continuación, militó en el Montañeros C. F. entre los años 2009 y 2012, momento en que pasó a las filas del Racing Club de Ferrol. En el mes de enero de 2013 se desvinculó de la entidad ferrolana tras su poca participación debido a una lesión en la espalda.
En el año 2013, se incorporá a la UD Llanera de la Regional Preferente de Asturias, con en el que consigue el primer ascenso de la historia del club a la Tercera División de España.

## Clubes
| Club                    | País   | Año       |
| ----------------------- | ------ | --------- |
| Real Oviedo "B"         | España | 2000-2001 |
| Real Oviedo             | España | 2001-2003 |
| R. C. D. Mallorca       | España | 2003      |
| Córdoba C. F.           | España | 2003-2005 |
| C. D. Numancia de Soria | España | 2005-2006 |
| C. F. Palencia          | España | 2006-2007 |
| U. D. Almería "B"       | España | 2007-2008 |
| Club Marino de Luanco   | España | 2008-2009 |
| Montañeros C. F.        | España | 2009-2012 |
| Racing Club de Ferrol   | España | 2012-2013 |
| UD Llanera              | España | 2013-2018 |

## Palmarés

### Campeonatos nacionales
| Título       | Club              | País   | Año  |
| ------------ | ----------------- | ------ | ---- |
| Copa del Rey | R. C. D. Mallorca | España | 2003 |